# Dagvattenbrunn

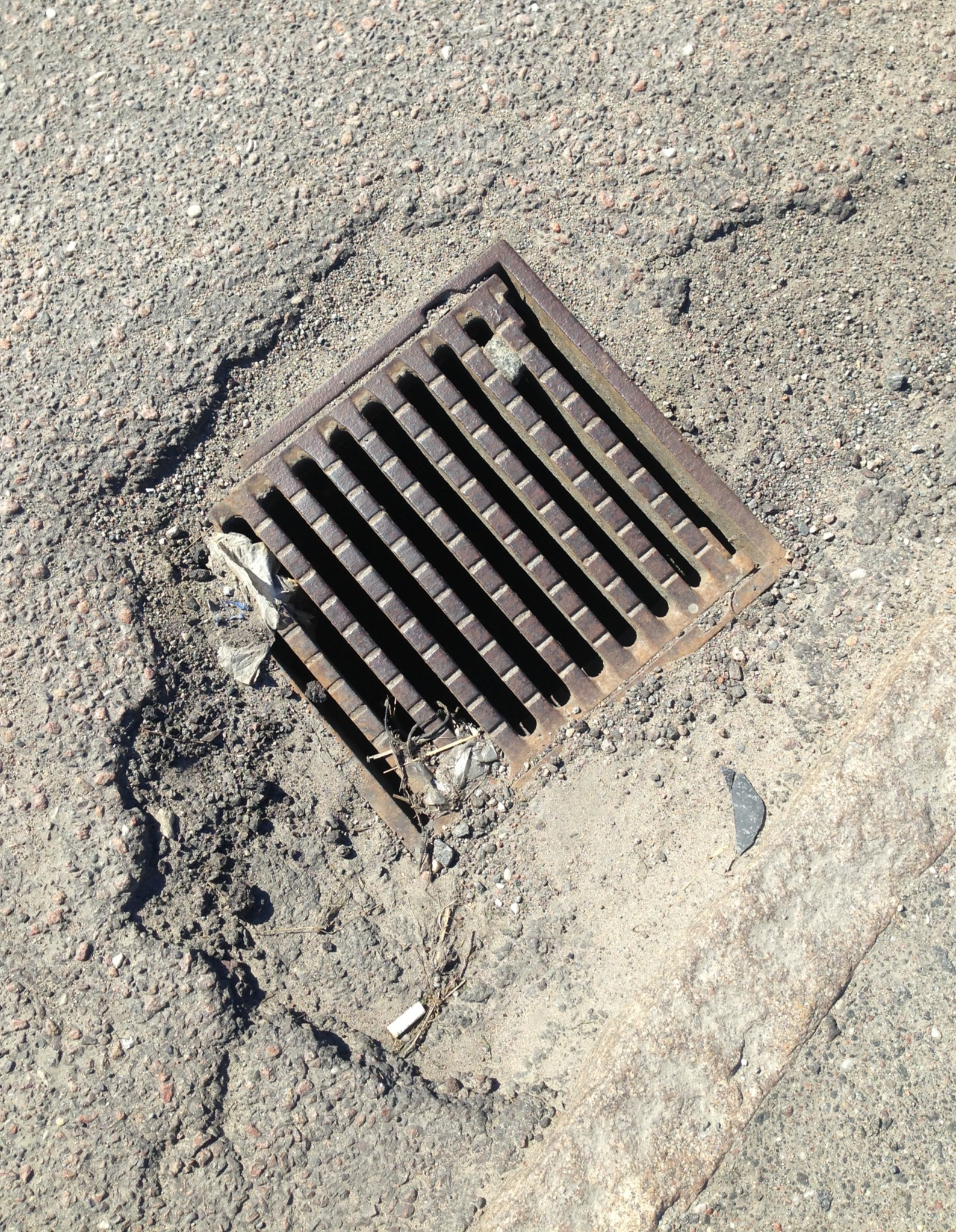
En dagvattenbrunn på Hisingen i Göteborg, 2013

En dagvattenbrunn är en brunn avsedd att samla upp dagvatten från gator och diken. Den är ofta konstruerad av betong och försedd med ett plant alternativt kupolformat intagsgaller av järn för att hindra större föremål att följa med ned i brunnen. Dagvattenbrunnar sätts med ett inbördes avstånd av normalt 80 m, och avvattnad yta bör ej överstiga 800 m².

## Galleri

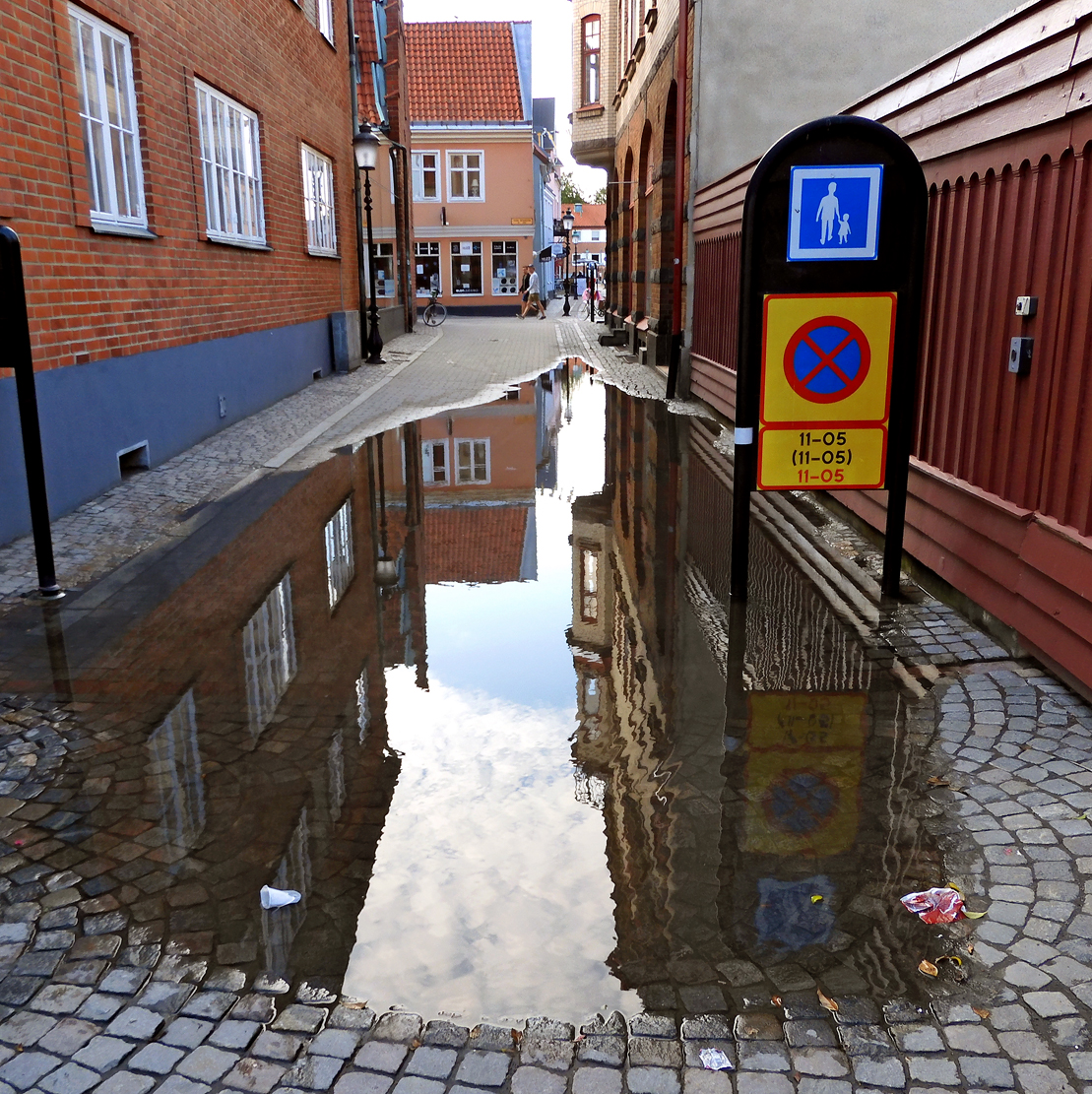
Vid stopp i dagvattenbrunnar uppstår det ofta mindre översvämningar efter kraftiga skyfall.